# Ceratomontia capensis
Ceratomontia capensis is een hooiwagen uit de familie Triaenonychidae.